# (3664) Anneres
(3664) Anneres es un asteroide perteneciente al cinturón de asteroides, descubierto el 24 de septiembre de 1960 por Cornelis Johannes van Houten en conjunto a su esposa también astrónoma Ingrid van Houten-Groeneveld y el astrónomo Tom Gehrels desde el Observatorio del Monte Palomar, Estados Unidos.

## Designación y nombre
Designado provisionalmente como 4260 P-L. Fue nombrado Anneres en homenaje a “Anna Theresia Schmadel”, esposa del astrónomo alemán Lutz D. Schmadel.